# Операция „Везерюбунг“
Операция „Везерюбунг“ е кодовото име на нападението на Нацистка Германия над Дания и Норвегия през Втората световна война и начална операция от Норвежката кампания. (Името означава учение Везер или операция Везер, по името на река Везер в Германия.)
В ранната сутрин на 9 април, 1940 г. Германия напада Дания и Норвегия, под предлог като превантивна мярка срещу планираната (и свободно дискутирана) Френско-британска окупация на тези страни. При нападението дипломатически пратеници на Германия уведомяват правителствата на двете държави, че Вермахтът идва да защити техния неутралитет срещу Френско-Британската агресия. Големите различия в географията, терена и климата на двете страни правят нападенията над тях много различни.
Часът за нападение на флота, превозващ войските, Weserzeit („Часът Везер“), е определен за 05:15 германско време, 04:15 норвежко време.

## Политическа и военна обстановка
В началото на пролетта на 1939 г., британското Адмиралтейство започва да разглежда Скандинавия като потенцилно място за бойни действия в бъдещия конфликт с Германия. Британското правителство не е желаело да се замества в бойни действия на континента, за които са смятали, че ще бъдат повторение на тези от Първата световна война. По тази причина те започват да обмислят стратегия за блокада в опит индиректно да бъде отслабена Германия. Германската индустрия в този момент е силно зависима от вноса на желязна руда от северната шведска миньорска област. През зимата голяма част от тази руда преминава през северното норвежко пристанище Нарвик. Контролът над бреговата линия на Норвегия също така ще послужи за затягане на блокадата над Германия.
През октомври 1939 г. главнокомандващият на германските военноморски сили, гросадмирал Ерих Редер, дискутира с Адолф Хитлер опасността, която биха представлявали евентуални британски бази в Норвегия и възможността за овладяване на тези бази от Германия преди Англия. Военноморските сили се аргументират с това, че овладяването на Норвегия би позволило контрол над близките морета и ще служат за база на бъдещи операции на подводния флот срещу Англия. Но през това време другите клонове на Вермахта не проявяват интерес и Хитлер просто издава директива гласяща, че основната кампания ще бъде наземна офанзива през Холандия, Белгия и Люксембург.
Към края на ноември, Уинстън Чърчил, като нов член на британския военен комитет, предлага минирането на норвежките териториални води. Това би принудило транспортиращите руда кораби да преминават през международните води на Северно море, където Британският кралски флот може да им забрани да продължат. Това предложение е отхвърлено от Невил Чембърлейн и лорд Халифакс, поради страха от враждебна реакция от страна на неутралните нации като САЩ. Дипломатическата ситуация се променя с началото на Зимната война между Съветския съюз и Финландия през ноември и Чърчил отново предлага плана за миниране, но отнова получава отказ.
През декември, Англия и Франция започват сериозно да обмислят идеята за изпращане на помощ на Финландия. Техният план включва десант на части в Нарвик в Северна Норвегия, основното пристанище за износ на желязна руда, и овладяване на железопътната линия Малмбана от Нарвик до Люлео, Швеция, намиращ се на брега на Ботническия залив. Това би позволило на съюзническите сили да окупират шведския район за добив на желязна руда. Този план получава поддръжката на Чембърлейн и Халифакс. Те разчитат на сътрудничество от страна на Норвегия, което би облекчило някои от юридическите проблеми. Но неприветливите предупреждения изпратени до Норвегия и Швеция пораждат силно негативни реакции и в двете страни. Планирането на тази операция продължава, но оправданието за нея изчезва, когато Финландия моли за мир през март 1940 г.

### Планиране на операцията
Убеден, че съюзниците представляват заплаха за доставките на желязна руда, Хитлер нарежда на германското главно командване да започне изготвянето на предварителни планове за нападение на Норвегия на 14 декември, 1939 г. Предварителният план бива наречен Проучване Север и е включвал само една дивизия.
Между 14 и 19 януари военноморският флот разработва разширена версия на този план. Те достигат до две заключения. Изненадата е от решаващо значение, за да се намали опасността от съпротива от страна на Норвегия (и намеса на английските патрулиращи кораби – по първоначални сведения един или два крайцера). Второто - за транспорт на войските да се използват по-бързите германски бойни кораби, вместо по-бавните търговски кораби или въздушен транспорт. Това ще позволи всички цели да бъдат атакувани едновременно, тъй като търговските кораби както и самолетите имат ограничен обсег. Новият план включва армейски корпус, включващ планинска дивизия, въздушнопреносима дивизия, моторизирана стрелкова бригада, и две пехотни дивизии. Целите поставени пред този копус, ако бъдат овладени едновременно, биха отслабили Норвегия във военен и политически аспект, и биха постигнали стратегическите цели определени от Хитлер. Те са както следва :
- Норвежката столица Осло
- По-гъсто населената южна брегова линия
- Берген – голямо южно пристанище и предполагамо място за дебаркиране на английски войски в случай на контраатака
- Тронхайм – голям железопътен възел и ключов град за контрола на централна Норвегия
- Нарвик – главен град в Северна Норвегия и от изключително значение за превоза на желязна руда от Швеция
- Тромсьо и Финмарк – градове в най-северната част на страната

Планът също така призовава за бързо пленяване на кралете на Дания и Норвегия с надеждата, че това ще предизвика бързо предаване от тяхна страна.
На 21 февруари, 1940 г. командването на операцията е поверено на генерал Николаус фон Фалкенхорст. Той се бие във Финландия по време на Първата световна война и е запознат с боя в полярни условия. Той е командващ само на наземните войски въпреки желанието на Хитлер за обединено командване.
Крайният вариант на плана получава кодовото име операция Везерюбунг (учение на река Весер) на 27 януари, 1940 г. Тя се провежда под командването на 21-ва армейска група и включва 3-та планинска дивизия и пет пехотни дивизии, никоя от които не е участвала в битка дотогава. Първият ешелон се състои от три дивизии за нападението, като останалите ги следват със следващата вълна. Три роти парашутисти са използвани за превземане на летища. Решението да се изпрати и 2-ра планинска дивизия е взето по-късно.
Първоначално планът е включвал нападение над Норвегия и окупиране на летищата в Дания посредством дипломатически средства. Но Хитлер издава нова директива на 1 март, която призовава за нападение над Норвегия и Дания. Това е продиктувано от желанието на Луфтвафе за превземане на бази за изтребители и места за пунктове за ранно въздушно предупреждение. 31-ви корпус, състоящ се от две пехотни дивизии и 11-а моторизирана бригада, е формиран за нападението над Дания. Цялата операция е щяла да бъде подкрепяна от 10-и военновъздушен корпус, състоящ се от 1000 самолета от различен тип.

### Предварителни действия
През февруари британският ескадрен миноносец Cossack превзема германския кораб Алтмарк и спасява държаните там военнопленници, докато последния се намира в норвежки води. По този начин и двете страни нарушават неутралитета на Норвегия (Алтмарк е бил задължен да ги освободи след като навлиза в неутрална територия). Хитлер приема това като знак, че Англия е склонна да наруши неутралитета на Норвегия, и се ангажира все повече с тази операция. 
На 12 март Англия решава да изпрати екпедиционен корпус към Норвегия, малко преди края на Зимната война. Товаренето започва на 13 март, но след това е прекратено, а операцията отменена, с края на Зимната война. Вместо това британският кабинет гласува продължаване на операциите по миниране на норвежките териториални води и впоследствие десант на войски.
Първите германски кораби определени за нападението отплават на 3 април, а на 8 април британски есминец започва поставянето на първите мини в норвежки води. На 9 април започва германското нападение.

## Нападение над Дания
От стратегическо значение Дания е сравнително маловажна за Германия, освен като поле за действие за операциите в Норвегия и, разбира се, като съседна страна, която трябва да бъде контролирана по някакъв начин. Като страна тя е малка и относително равнинна, идеална територия за операциите на германската армия, и малобройната армия на Дания има малки надежди за успех при въоръжена съпротива. Въпреки това в ранните сутрешни часове няколко военни части влизат в бой с германската армия, претърпявайки загуби от няколко десетки войника.
След като хиляда германски пехотинци дебаркират в ранната сутрин в пристанището на Копенхаген, части на кралската гвардия влизат в бой с тях. След като са разменени няколко изстрела няколко формации от бомбардировачи Heinkel He 111 и Dornier Do 17 прелитат над града. Изправени пред опасността Луфтвафе да бомбардира цивилното население на Копенхаген, датското правителство капитулира в замяна на запазване на политическа независимост по отношение на вътрешната политика. Това води до забележително леката окупация на Дания, особено до лятото на 1943 г., а също така и отлагането на ареста и депортирането на датските евреи докато почти всички от тях са предупредени и са на път към Швеция. От приблизително 8000 преди началото на войната в крайна сметка по-малко от 500 датски евреи са депортирани и 52-ма от тях загубват живота си.
Въпреки че Дания има малко военно значение, тя има стратегическо и до известна степен икономическо значение. Липсата на военно значение се илюстрира от факта, че първоначално германците планират да превземат само Ютландия по техния път към Норвегия.

## Нападение над Норвегия

### Мотивация и Военни действия
Норвегия е важна за Германия по две основни причини: първо, като база за военноморски части, включително подводници за нападенията над търговския флот на съюзниците в северния Атлантически океан, и охрана на доставките с желязна руда от Швеция през пристанището на Нарвик. Дългата северна брегова линия е идеално място за предприемане на операции в северния Атлантик с цел атаки над британския търговски флот. Германия е силно зависима от доставките на желязна руда от Швеция и с право е притеснена, че съюзниците ще се опитат да прекъснат тези доставки, 90 процента от които преминават през Нарвик.
Нападението над Норвегия е поверено на 21-ви армейски корпус, под командването на генерал Николаус фон Фалкенхорст, състоящ се от следните военни части:
- 163-та пехотна дивизия
- 69-а пехотна дивизия
- 169-а пехотна дивизия
- 181-ва пехотна дивизия
- 214-а пехотна дивизия
- 2 полка от 3-та планинска дивизия

Първоначалната ударна група е транспортирана от няколко групи кораби на германския военноморски флот:
1. Линейните крайцери Шарнхорст и Гнайзенау осигуряващи прикритие от разстояние, 10 есминеца с 2000 войника от планинската дивизия под командването на генерал Едуард Дитъл до Нарвик;
2. Тежкия крайцер Адмирал Хипер и четири есминеца с 1700 войници на борда до Тронхайм;
3. Леките крайцери Кьолн и Кьонигсберг, артилерийския тренировъчен кораб Бремзе, подвижната база (Schnellbootbegleitschiff) Карл Петерс, 2 миноносеца и 5 торпедни катера с 1900 войници на борда за Берген;
4. Лекия крайцер Карлсруе, 3 миноносеца, 7 торпедни катера и подвижната база (Schnellbootbegleitschiff) Tsingtau с 1100 войници на борда за Кристиансан [4];
5. Тежкия крайцер Блюхер, тежкия крайцер (джобен линкор) Лютцов, лекия крайцер Емден, 3 миноносеца и 8 миночистача с 2000 войника на борда за Осло;
6. 4 миночистача със 150 войника на борда за Айерсун.

### Последователност на военните действия
- Късно вечерта на 8 април, 1940, Kampfgruppe 5 е забелязана от норвежкия защитен кораб Pol III. По него се стреля и капитанът му Лийф Уелдинг-Олсън се превръща в първата жертва от страна на норвежката армия през войната.
- По ирония на съдбата, германският тежък крайцер Блюхер (заедно с щаба на 163-та пехотна дивизия) е потопен при залива Ослофьор 9 април от 48-годишните германски оръдия Круп (наречени Moses и Aron, с калибър 280 мм, поставени при крепостта Оскарсборг през май 1893 г.) и еквивалентно стари торпеда. Това забавя превземането на Осло с половин ден (Осло пада в ръцете на германците благодарение на няколко роти, които се приземяват на летището Форнебу).
  - Германските кораби плават през фиорда водещ към Осло и достигат тясната му част при Дробак. В ранната сутрин на 9 април, артилеристите от крепостта Оскарсборг срелят по водещия кораб, Блюхер, който е осветен от прожектори в 05:15 часа. В рамките на два часа корабът неспособен да маневрира в тесния фиорд е потопен заедно с 600 – 1000 души на борда. Вече очевидната заплаха от крепостта забавя останалата част от групата достатъчно, за да бъдат евакуирани Кралското семейство и парламента заедно с хазната. Като резултат Норвегия не се предава на Германия, правейки воденото от Видкун Квислинг правителство незаконно и позволява на Норвегия да участва на страната на съзюзниците, вместо да се примири с ролята на завоювана страна.
- Германските въздушно-десантни части се приземяват на Ословското летище Форнебю, Кристиансанското летище Хевик и въздушна база Сола, последното признато като първия десант на парашутисти (Fallschirmjäger) в историята;[1] сред пилотите на Луфтвафе приземили се в Хевик е Райнхард Хайдрих.
- Видкун Квислинг обявява чрез радиоизлъчване извършения преврат;
- Частично благодарение на потапянето на Blücher в теснините на фиорда Осло, кралското семейство и парламента (включително правителството) избягват от германските сили;[1]Крал Хокон VII отказва да се предаде, Битка при Митскоген, бомбардиране на Елверум и село Нюбергсун. Кралското семейство, Парламента и златните резерви на страната са преместени на север.
- Градовете Берген, Ставангер, Айерсун, Кристиансан, Арендал, Хутен, Тронхайм и Нарвик са атакувани и окупирани в рамките на 24 часа.
  - Центровете за мобилизация са поставени под непрестанно нападение, военните складовете с припаси и списъците за мобилизация попадат в ръцете на германците преди норвежките запасняци да могат да се организират.
- Героичен, но напълно неефективен, опит от страна на норвежките бронирани кораби за брегова охрана „Норге“ (Norge) и „Айдсвол“ (Eidsvold) при Нарвик. И двата кораба за торпилирани, потопени и голяма част от екипажите им загиват.
- Първа и Втора военноморска битка при Нарвик (Кралският флот срещу Военноморския флот на Германия) Карта на фиорда Осло с Оскашборг
- На 13 април група от есминци командвана от адмирал сър Чарлз Форбс се натъква на германските кораби прикриващи дебаркирането на 2000 войника от планинската пехотата при Нарвик. Прикривани от стария линеен кораб Warspite английските ескадрени миноносци навлизат във фиорда и започва сражение. Германските кораби не могат да излязат в открито море и се бият до привършване на горивото и амунициите. Част от тях са тях са изоставени изтеглени на брега, а останалите са потопени от анличаните. Тази битка лишава германският военноморски флот от половината му есминци, това е удар от който Германия не се възстановява до края на войната.
- Разрушителни бомбардировки на градовете Елверум, Ондалснес, Молде, Кристиансан, Стайнхер, Намсос, Будьо, Нарвик, и село Нюбергсун. Някои от бомбардировките са тактически докато други са за всяване на ужас.
- Действия на съюзниците (Кампания Намсос):
  - На 14 април група от кралската морска пехота дебаркира при Намсос, на 127 мили от Тронхайм, последвани след няколко дни от 146-а пехотна бригада и половината от френската 5-а планинска (Chasseurs-Alpins) бригада.
  - На 18 април 148-а бригада дебаркира при Ондалснес.
  - На 23 април 15-а бригада дебаркира при Гудбрандсдал, за последвалия опит за превземане на Тронхайм.
  - До 23 април съюзниците разполагат с 4 бригади разположени на север и юг от Тронхайм. Те имат военноморска поддръжка и подкрепата на 6000 норвежки войници (използващи оръжия от началото на века).
- Срещу превъзхождащите ги по брой гореизброените сили германският командир в Тронхайм, генерал Курт Войташ, може да разчита първоначално на седем пехотни батальона. Въпреки това той действа уверено и изпраща групи войници на север и юг, за да не позволи на съюзниците да използват ограничената пътна мрежа. Повиква подкрепления и въздушна поддръжка, след което атакува агресивно на север като спира настъплението на съюзниците в тази посока. Подкрепленията идващи от юг премахват заплахата от английските части в неговия тил. Това са първите наземни бойни действия между британската армия и Вермахта през Втората световна война.
- Битката при Нарвик:
  - Положението на германските войски в Нарвик е най-лошо. Лошото време в този район ограничава силно възможността за подкрепа от страна на Луфтвафе, което изиграва ключова роля в битката при Тронхайм. Освен това загубата на контрол над морето в района не позволява изпращането на подкрепления. 3-та планинска дивизия под командването на генерал Едуард Дитъл се оказва отрязана от останалата част на страната. Дни след превземането на Нарвик, Дитъл е можел да разчита на 2000 планински пехотинци и 2600 моряци от екипажите на унищожените есминци.
  - На 24 април започват сериозни операции на съюзниците на север. 4 норвежки батальона атакуват предните постове на Дитъл при Гратанген, подкрепени от дебаркиралата четири дни по-късно френска бригада. В началото на май пристигат още една френска и една полска бригада. С английските части съюзниците разполагат с 24 500 войника. В допълнение те могат да разчитат на подкрепа от военноморските сили.
  - Въпреки липсата на подкрепления, артилерия и въздушна поддръжка продължават да оказват съпротива като се опитват за запазят присъствие в Нарвик и контрол над железопътната линия водеща към Швеция. През това време 2-ра планинска дивизия се придвижва на север в опит да подкрепи частите на Дитъл (в един период от четири дни те изминават 90 мили през терен считан от британските резузнавачи като непроходим[5]).
  - На 13 май уведомява главното командване посредством 21-ва армия, че ситуацията е критична. Той планира да остави града на съюзниците и да задържи преден пост на железопътната линия, ако бъдат изпратени подкрепления. На 14 май пристига първите подкрепления, през следващите 3 седмици той получава парашутен батальон и 2 роти планинска пехота. На 28 май Нарвик попада в ръцете на съюзниците ('първата тактическа победа над Вермахта през Втората световна война'), а остатъците от 3-та планинска дивизия продължават боевете по продължението на железопътната линия.
  - На 8 юни съюзниците тайно се изтеглят от Нарвик.
- С евакуацията на Краля и парламента от Молде и Тромсьо на 29 април и евакуацията на съюзническите сили от Ондалснес на 1 май, съпротивата в южна Норвегия спира.
- Последните боеве се водят при крепостта Хегра (форт Ingstadkleiven), който устоява на обсадата до 5 май – също като Нарвик това е от значение за съюзническата пропагандна машина.
- Крал Хокон и парламентът напускат Тромсьо на 7 юни (на борда на британския крайцер „Девъншър“ (Devonshire) на път за Англия), за да представляват Норвегия в изгнание (Кралят се завръща в Осло на същата дата пет години по-късно); На коронованата принцеса Марта Лоис и децата и е отказано убежище в родната Швеция. По-късно от Петсамо, Финландия тя заминава за САЩ, където живее в изгнание.
- Норвегия капитулира (въпреки че норвежките военни сили продължават да се бият с германците в чужбина до капитулацията на Германия на 8 май 1945 г.) на 10 юни, 1940, два месеца след началото на нападението. Това прави Норвегия най-дълго устоялата на германските войски от окупираните страни.

На север норвежки, френски и полски войници поддържани от Кралския флот и военновъздушни сили, водят боеве с германците за контрола на норвежкото пристанище Нарвик, важно поради възможността за целогодишен износ на желязна руда (шведското пристанище Люлео е блокирано от лед през зимните месеци). Германците са изтласкани от Нарвик на 28 май, но поради влошената обстановка на континента съюзническите войници са изтеглени при Операция Алфабет – и германците превземат отново Нарвик на 9 юни, вече напуснат и от цивилните поради тежките бомбардировки от страна на Луфтвафе.

## Обкръжаването на Швеция и Финландия
Операцията Везерюбунг не включва военно нападение на неутрална Швеция – това не е било необходимо. След като държи Норвегия, датските проливи и повечето от бреговете на Балтийско море, Третия райх обкръжава Швеция от север, запад и юг, а на изток се намира Съветския съюз наследникът на Русия – стар враг на Швеция и Финландия, намиращ се в приятелски отношения с Хитлер съгласно подписания пакт Рибентроп-Молотов. Малък брой финландски доброволци подпомагат норвежката армия срещу германците под формата на полева болница.
Търговията на Швеция и Финландия е напълно контолирана от Военноморския флот на Германия. Като последица от това е разрешението за преминаване на военни товари и войници през територията на Швеция. Подписано на 18 юни, 1940 г. то позволява преминаването на войници стига те да не са въоръжени и да не са част от придвижването на военни части. До прекратяването на това споразумение през 20 август, 1943 г. от там преминават 2,14 милиона германски войници и над 100000 германски железопътни вагона.
През август 1940 г. Финландия се съгласява да даде достъп на Вермахта до своите територии. Първоначално като разрешение за преминаване на войски и военни товари от и към Северна Норвегия, а впоследствие и малки бази в близост до транзитния път, с възможност за разрастване като част от подготовката за Операция Барбароса.